# Municipio de Matteson
El municipio de Matteson (en inglés: Matteson Township) es un municipio ubicado en el condado de Branch en el estado estadounidense de Míchigan. En el año 2010 tenía una población de 1218 habitantes y una densidad poblacional de 12,95 personas por km².

## Geografía
El municipio de Matteson se encuentra ubicado en las coordenadas 41°56′38″N 85°13′27″O / 41.94389, -85.22417. Según la Oficina del Censo de los Estados Unidos, el municipio tiene una superficie total de 94.04 km², de la cual 92,65 km² corresponden a tierra firme y (1,48 %) 1,39 km² es agua.

## Demografía
Según el censo de 2010, había 1218 personas residiendo en el municipio de Matteson. La densidad de población era de 12,95 hab./km². De los 1218 habitantes, el municipio de Matteson estaba compuesto por el 96,39 % blancos, el 0,74 % eran afroamericanos, el 0,41 % eran amerindios, el 0,49 % eran de otras razas y el 1,97 % eran de una mezcla de razas. Del total de la población el 1,15 % eran hispanos o latinos de cualquier raza.